# Ichneumon eremitatorius
Ichneumon eremitatorius là một loài tò vò trong họ Ichneumonidae.